# Escola de Escândalos
Escola de Escândalo foi uma banda de punk rock formada em 1982 e extinta em 1986, na cidade de Brasília.

## História

### Início
A Escola de Escândalo fazia parte do quarteto de bandas que surgiram na década de 1980 em Brasília, junto com Legião Urbana, Capital Inicial e Plebe Rude. A banda não conseguiu emplacar como as outras bandas da tríade, fazendo um relativo sucesso mas encerrando suas atividades em 1986.
O som da banda pode ser descrito como um crossover entre o punk, pós punk e o heavy metal, uma mistura incomum na época e bastante notável por meio do virtuosismo das partes de guitarra escritas por Fejão. 
O nome foi retirado de The School for Scandal, clássico literário do irlandês Richard Brinsley Sheridan. Foi criada por Bernardo Mueller (irmão de André X Mueller, do Plebe Rude) e Geraldo "Geruza" Ribeiro (irmão de Loro Jones), ex-integrantes da banda XXX. A formação inicial da banda ainda tinha "Fejão" (guitarrista); Alessandro "Itália" (baterista) e Marielle Loyola (apoio vocal para Bernardo).
O guitarrista Fejão é tido por seus contemporâneos como o grande instrumentista do rock de Brasília da época. Paulo Marchetti, em seu livro, "O Diário da Turma 1976-1986", dedica um capítulo inteiro a somente duas personalidades, uma, Renato Russo, por ser a voz do Turma, e outro capítulo inteiro é dedicado a Fejão, o instrumentista fenômeno daquela geração. 
A banda brasiliense teve somente um registro fonográfico em vinil com distribuição nacional, a coletânea Rumores (Sebbo do Disco/Bsb/84), com as canções "Luzes" e "Complexos". Nessa coletânea também há canções dos conterrâneos Detrito Federal, Finis Africae e Elite Sofisticada, e foi executada com destaque nas maiores rádios de rock do Brasil na época.
Como repercussão a banda foi convidada para muitos shows em todo o Brasil. Em 1985 se apresentaram no programa Mixto Quente da Rede Globo.
"Totoni" Fragoso assume as baquetas da banda e participa da maioria das novas composições da banda quando Alessandro foi morar na Itália. Também passaram pela banda os bateristas Rogério Ribeiro e Eduardo "Balé" Raggi.
Em 1986, Marielle é "expulsa", por Bernardo, da banda e no início de 1987 passa a integrar a banda Arte no Escuro, convidada para substituir o vocalista Lui.

A banda chegou a gravar, ainda em 1986, um EP produzido por Philippe Seabra, que não foi lançado pela gravadora EMI. O livro "Dias de Luta" relata que a gravadora preferiu apostar em sua nova "aquisição", a banda Arte no Escuro, e deixou a Escola de Escândalo (banda que expulsou Marielle) para escanteio. Quando terminou de gravar o CD da Escola de Escândalo, Marielle já havia formado a banda Volkana.
"A vontade de fazer música, de dizer o que sentíamos. Era muito diferente de hoje, quando as bandas fazem música para fazer sucesso, para tocar em rádio, naqueles dias nunca nem se imaginava uma banda como as de Brasília tocando em rádio. Fazíamos música porque gostávamos de fazer música, sem base nenhuma, sem estudo musical. Era tudo muito de sentimento, de notas que achávamos legais, acho até que essa sinceridade foi o maior motivo do reconhecimento pela mídia e produtores nacionais aos artistas da cidade, pois a sinceridade leva tudo mais longe, dá mais vida!" (Marielle em entrevista ao rockbrasilia) 

### O Retorno
Os ex-integrantes continuaram mantendo contato, principalmente Geraldo e Marielle. O guitarrista Fejão, segundo Marielle um dos maiores guitarristas do Brasil, morreu em 1996, vítima de meningite, inviabilizando uma volta da banda.
Porém, em 2010, Geraldo e Marielle resolvem realizar um registro musical da Escola de Escândalo. Convidaram Totoni e Alexandre Parente, grande amigo e parceiro de Fejão (foram guitarristas da banda de heavy metal Fallen Angel e posteriormente Dungeon, por mais de 10 anos). Bernardo Mueller, apoiou o revival, mas não quis voltar aos palcos. Atualmente é professor titular de Economia na Universidade de Brasília. 
A gravação do "primeiro" CD da Escola de Escândalo foi iniciada em outubro de 2010. Dez faixas foram gravadas: "Caneta Esferográfica"; "Luzes"; "Complexos"; "Grande Vazio"; "Popularidade"; "Lavagem Cerebral"; "4 Paredes"; "Más Línguas"; "Só mais uma Canção de Soldados" e "Guerras e Celebrações" (Arte no Escuro).
Por fim, Hélder Bomfim substituiu Totoni nas baquetas, que envolvido com outros trabalhos não pôde continuar com as gravações. Uma prévia desse trabalho aconteceu em 2013, em Brasília, quando a banda tocou nove músicas do CD.
A banda lançou o primeiro álbum em 2014, após trinta anos de carreira.
Em 2016, a Escola de Escândalo ganhou um vídeo clipe, realizado pelo fotógrafo Patrick Grosner e pelo videomaker Cleon Homar. Ele é uma homenagem ao guitarrista Fejão e conta a participação especial de Gabriel Thomaz da banda Autoramas. 

## Integrantes

### Formação original
- Alessandro "Itália": bateria (1984-1986)
- Bernardo Mueller: vocal (1983-1986)
- "Fejão" (Luiz Eduardo Ferreira): guitarra (1984-1986)
- Geraldo "Geruza" Ribeiro: baixo (1983-1986)
- Marielle Loyola: vocais e backing vocais (1984-1986)

#### Outros integrantes
- Alexandre Parente: vocal e guitarra
- Antonio "Totoni" Fragoso: bateria
- Eduardo "Balé" Raggi: bateria
- Helder Bomfim: bateria
- Rogério Ribeiro: bateria